# Hyacinthe-Joseph Jalabert
Hyacinthe-Joseph Jalabert CSSp (ur. 12 listopada 1859 w Chambéry, zm. 12 stycznia 1920 na morzu) – francuski duchowny rzymskokatolicki, duchacz, misjonarz, wikariusz apostolski Senegambii oraz prefekt apostolski Senegalu, członek Komitetu Studiów Historycznych i Naukowych Francuskiej Afryki Zachodniej.

## Biografia

### Młodość i prezbiteriat
Ukończył Niższe Seminarium Duchowne w Évian-les-Bains, następnie wstąpił do Wyższego Misyjnego Seminarium Duchownego Duchaczy w Paryżu. Po jego ukończeniu, 17 grudnia 1881 przyjął święcenia diakonatu i 4 marca 1882 prezbiteriatu i został kapłanem Zgromadzenia Ducha Świętego pod opieką Niepokalanego Serca Maryi Panny.
Następnie wyjechał na misje do Gujany Francuskiej. Przez cztery lata pracował jako kapelan więzienny w Saint-Laurent-du-Maroni, a po likwidacji tego stanowiska w wyniku antyklerykalnej polityki władz, został dyrektorem szkoły zawodowej w Kajennie, z którego to stanowiska również musiał ustąpić z tego samego powodu.
W 1893 powrócił do Francji, gdzie został dyrektorem Niższego Seminarium Duchownego w Cellule. W 1895 ponownie wyjechał na misje, tym razem do Senegambii. Był wikariuszem w Dakarze i Saint-Louis, gdzie następnie został proboszczem. Odwiedzał także misje w głębi kraju. W 1901 został kawalerem Legii Honorowej, którą otrzymał za poświęcenie podczas epidemii żółtej febry. W 1907 został wikariuszem generalnym wikariatu apostolskiego Senegambii.

### Episkopat
13 lutego 1909 papież Pius X mianował go wikariuszem apostolskim Senegambii, prefektem apostolskim Senegalu oraz biskupem tytularnym thelepteńskim. 1 maja 1909 w kaplicy seminarium duchaczy w Paryżu przyjął sakrę biskupią z rąk arcybiskupa paryskiego Leona-Adolpha Amette. Współkonsekratorami byli koadiutor arcybiskupa Port-au-Prince Jules-Victor-Marie Pichon oraz emerytowany wikariusz apostolski Senegambii Magloire-Désiré Barthet CSSp.
Po powrocie do Senegambii objechał swój wikariat. Zakładał nowe misje. Szczególną uwagę poświęcił na misje wśród ludu Diola, który w przeciwieństwie do innych mieszkańców kraju nie przyjął islamu, pozostając przy religiach etnicznych. W 1911 rozpoczął przygotowania do budowy katedry w Dakarze, na cele której zbierał pieniądze we Francji. Podczas I wojny światowej, gdy 1/3 podległych mu misjonarzy otrzymała powołanie do wojska i musiało powrócić do Europy, udało mu się, również przez osobiste wyjazdy, zachować wszystkie misje.
W 1915 i w 1917, w porozumieniu z lokalnymi przywódcami i władzami francuskimi, udał się w wyprawy badawczo-misyjne do Mauretanii, do której dotychczas misjonarze nie mieli dostępu. W 1915 dotarł do Kayes, w 1917 do Bu Tilimit. Opis podróży wydał w dwóch książkach. W 1919 wyjechał do Francji, gdzie zdobył poparcie dla komitetu budowy katedry.
Urzędy wikariusza i prefekta apostolskiego pełnił do śmierci. Zginął 12 stycznia 1920 w katastrofie statku l'Afrique, na którym płynął z Bordeaux do Dakaru.

## Publikacje
- Dans les sables Mauritaniens
- Des sables Mauritaniens aux rives de la Gambie